# Gerda Alexander
Gerda Alexander (15. februar 1908 i Wuppertal – 21. februar 1994 i Wuppertal) var oprindelig tysk og havde en rytmikuddannelse fra Otto Blendorfs rytmikskole i Tyskland. Sammen med Blensdorf og hans datter Charlotte besøgte hun Danmark i 1929. Hun fik tilbudt arbejde i Danmark og flyttede. Senere blev hun dansk statsborger. 
Sammen med Ingrid Prahm og Marussia Bergh var hun med til at etablere uddannelsen i afspændingspædagogik i Danmark. Foruden i 1940 at starte sin egen skole i København holdt hun kurser i flere andre lande. 
Hun udviklede sin egen metode, som hun fra 1959 kaldte for Eutoni. Denne metode sigter mod at bringe krop og sind i en tilstand af ”harmonisk spænding” (gr. eu: god, harmonisk, gr./lat. tonus: spænding).
I dag viderefører hendes elever hendes arbejde i mange lande. 